# Équation de Fermat généralisée
En arithmétique, l'équation de Fermat généralisée est l'équation
{\displaystyle Ax^{p}+By^{q}+Cz^{r}=0}
où {\displaystyle A,B,C\in \mathbb {Z} _{\neq 0}} sont des entiers non nuls, {\displaystyle x,y,z} sont des entiers non nuls premiers entre eux et {\displaystyle p,q,r\geq 2} sont entiers.
Comme son nom le laisse transparaître, cette équation généralise l'équation {\displaystyle x^{n}+y^{n}=z^{n}} dont le fameux dernier théorème de Fermat établit l'impossibilité quand {\displaystyle n\geq 3}. À l'instar de celui-ci avant sa résolution, son principal intérêt réside aujourd'hui dans la stimulation du développement des nouveaux outils mathématiques nécessaires à son appréhension. Parmi ces outils, se trouvent les courbes de Frey, les formes modulaires et les représentations de Galois. À ce titre, le sujet des équations de Fermat généralisées profite fortement des ponts jetés entre arithmétique et théorie des représentations par le programme de Langlands. Certaines approches cyclotomiques ont aussi été avancées, mais aucune ne semble suffisamment puissante.
L'équation de Fermat généralisée se réfère parfois à la seule équation {\displaystyle Ax^{n}+By^{n}+Cz^{n}=0} ou à la seule équation {\displaystyle x^{p}+y^{q}=z^{r}}. Cette dernière est la plus étudiée et au moins deux conjectures non résolues s'y rapportent : la conjecture de Fermat-Catalan et la conjecture de Beal.

## Définitions
On appelle {\displaystyle (p,q,r)} la signature et {\displaystyle \chi ={\frac {1}{p}}+{\frac {1}{q}}+{\frac {1}{r}}} la caractéristique de l'équation {\displaystyle Ax^{p}+By^{q}+Cz^{r}=0}. On distingue plusieurs grands cas selon la caractéristique, nommés par analogie avec la classification des espaces selon leur courbure :
- {\displaystyle \chi >1}, le cas sphérique. {\displaystyle (p,q,r)} est à permutation près {\displaystyle (2,2,n),n\geq 2} ou {\displaystyle (2,3,3),(2,3,4),(2,3,5)}.
- {\displaystyle \chi =1}, le cas euclidien (ou parabolique). {\displaystyle (p,q,r)} est à permutation près {\displaystyle (3,3,3)}, {\displaystyle (2,4,4)} ou {\displaystyle (2,3,6)}.
- {\displaystyle \chi <1}, le cas hyperbolique.

De par le nombre relativement faible de valeurs de {\displaystyle (p,q,r)} les concernant, les cas sphérique et euclidien sont aujourd'hui bien compris. Le cas hyperbolique est donc celui qui fait l'objet du plus de recherches.

## Conjectures

### Conjecture de Fermat-Catalan
La conjecture de Fermat-Catalan ou conjecture de Fermat généralisée s'énonce

{\displaystyle (x^{p},y^{q},z^{r})} ne prend qu'un nombre fini de valeurs parmi toutes les solutions à {\displaystyle x^{p}+y^{q}=z^{r}} avec {\displaystyle x,y,z\geq 1} des entiers premiers entre eux et {\displaystyle p,q,r\geq 2} des entiers tels que {\displaystyle {\frac {1}{p}}+{\frac {1}{q}}+{\frac {1}{r}}<1}.
Il est nécessaire de demander une infinité de valeurs pour {\displaystyle (x^{p},y^{q},z^{r})} et non une infinité de valeurs pour {\displaystyle (x,y,z,p,q,r)} car {\displaystyle 1^{p}+2^{3}=3^{2}} fournit cette infinité sans être toutefois intéressant.
Dix solutions à cette équation sont connues de nos jours. Voir Cas hyperbolique.
Henri Darmon offrira {\displaystyle 300\left({\frac {1}{{\frac {1}{p}}+{\frac {1}{q}}+{\frac {1}{r}}}}-1\right)} dollars canadiens à quiconque trouvera une nouvelle solution à {\displaystyle x^{p}+y^{q}=z^{r}}.

### Conjecture de Beal
La conjecture de Beal s'énonce

Si {\displaystyle x^{p}+y^{q}=z^{r}}, avec {\displaystyle x,y,z\geq 1} et {\displaystyle p,q,r\geq 3}, tous des entiers, alors {\displaystyle x,y,z} possèdent un facteur commun.
Autrement dit, la conjecture de Beal est vraie si et seulement si toutes les solutions de l'équation de Fermat généralisée avec {\displaystyle (A,B,C)=(1,1,-1)} utilisent au moins une fois {\displaystyle 2} comme exposant.
Elle porte le nom d'Andrew Beal, banquier millionnaire américain et mathématicien amateur, qui la formula en 1993 dans un but de généralisation du dernier théorème de Fermat. Il l'a dotée en 1997 d'un prix monétaire en échange d'une preuve ou d'un contre-exemple. Le prix, qui s'élève aujourd'hui à 1 million de dollars, est détenu par la Société Américaine de Mathématiques.
Elle est parfois aussi appelée conjecture de Tijdeman et Zagier car eux aussi l'ont formulée en 1994. Si Andrew Beal l'a vraisemblablement formulée indépendamment, des questions très proches étaient déjà discutées par les chercheurs du domaine si bien que son origine exacte reste incertaine. Certains auteurs la font remonter à des discussions d'Andrew Granville datant de 1985.

## Relations avec d'autres conjectures
La conjecture de Beal implique le dernier théorème de Fermat. En effet, à toute solution {\displaystyle (x,y,z)} de {\displaystyle x^{n}+y^{n}=z^{n}}correspond une solution {\displaystyle (x',y',z')} respectant {\displaystyle \mathrm {pgcd} (x',y',z')=1}. Elle s'obtient en divisant {\displaystyle x,y,z} par leur plus grand facteur commun. 
La conjecture abc implique la conjecture de Fermat-Catalan et implique la conjecture de Beal à un nombre fini d'exceptions près.

## Remarques générales
Quand {\displaystyle n} apparait comme exposant, il peut être toujours remplacé par {\displaystyle kn} pour tout {\displaystyle k} entier naturel puisqu'une puissance {\displaystyle kn}-ième est aussi une puissance {\displaystyle n}-ième. Cela permet souvent de ne traiter que les cas {\displaystyle n{\text{ premier}}} et {\displaystyle n=4}.
Si {\displaystyle |A|=|B|=|C|=1}, la condition {\displaystyle \mathrm {pgcd} (x,y,z)=1} équivaut à la condition {\displaystyle \mathrm {pgcd} (x,y)=1{\text{ ou }}\mathrm {pgcd} (y,z)=1{\text{ ou }}\mathrm {pgcd} (z,x)=1} car tout entier divisant facteur de deux termes parmi {\displaystyle x,y,z} divise aussi le troisième.
Si {\displaystyle (A,B,C)=(1,1,-1)}, alors
- {\displaystyle p} et {\displaystyle q} jouent des rôles symétriques et peuvent donc être échangés.
- Si {\displaystyle q} est impair, alors résoudre l'équation de signature {\displaystyle (p,q,r)} équivaut à résoudre celle de signature {\displaystyle (r,q,p)} en remplaçant {\displaystyle y} par {\displaystyle -y}.
- Ensemble, ces deux remarques font que, si au moins deux entiers parmi {\displaystyle p,q,r} sont impairs, l'équation de signature {\displaystyle (p,q,r)} équivaut à toutes celles dont la signature est une permutation de {\displaystyle (p,q,r)}.

La condition {\displaystyle xyz\neq 0} est là pour éviter qu'un terme de l'équation ne disparaisse. Dans le cas où il n'y a que deux termes, l'équation est très facile à résoudre.
La condition {\displaystyle \mathrm {pgcd} (x,y,z)=1} s'explique par le fait qu'on peut obtenir facilement d'au moins deux manières une infinité de solutions inintéressantes, :
- si {\displaystyle p,q,r} sont premiers entre eux, alors il existe par le théorème des restes chinois {\displaystyle (\lambda _{a},\lambda _{b},\lambda _{c})} tels que {\displaystyle {\begin{cases}p\mid \lambda _{a}+1,\lambda _{b},\lambda _{c}\\q\mid \lambda _{a},\lambda _{b}+1,\lambda _{c}\\r\mid \lambda _{a},\lambda _{b},\lambda _{c}+1\\\end{cases}}} de sorte qu'à tous {\displaystyle a,b,c} tels que {\displaystyle Aa+Bb+Cc=0} on puisse associer une solution de l'équation de Fermat généralisée {\displaystyle (x,y,z)=\left(a^{\frac {\lambda _{a}+1}{p}}b^{\frac {\lambda _{b}}{p}}c^{\frac {\lambda _{c}}{p}},a^{\frac {\lambda _{a}}{q}}b^{\frac {\lambda _{b}+1}{q}}c^{\frac {\lambda _{c}}{q}},a^{\frac {\lambda _{a}}{r}}b^{\frac {\lambda _{b}}{r}}c^{\frac {\lambda _{c}+1}{r}}\right)} (qui s'obtient en multipliant les deux membres de l'égalité {\displaystyle Aa+Bb+Cc=0} par {\displaystyle a^{\lambda _{a}}b^{\lambda _{b}}c^{\lambda _{c}}}).
- À toute solution {\displaystyle (x_{0},y_{0},z_{0})} correspond une infinité de solutions {\displaystyle (x_{n},y_{n},z_{n})} définies par {\displaystyle (x_{n+1},y_{n+1},z_{n+1})=(x_{n}^{qr+1}y_{n}^{qr}z_{n}^{qr},x_{n}^{rp}y_{n}^{rp+1}z_{n}^{rp},x_{n}^{pq}y_{n}^{pq}z_{n}^{pq+1})}.

Les tableaux de résultat sur cette page ne consignent que les solutions primitives non triviales. Lorsque l'exposant est pair, les différents signes sont omis. On utilisera la notation {\displaystyle \{p,q,r\}} pour signifier que toutes les permutations de {\displaystyle (p,q,r)} sont considérées.

## Cas sphérique
Frits Beukers a démontré que, à {\displaystyle (p,q,r)} fixé, soit il n'y a aucune solution, soit il y en a une infinité. 
Si {\displaystyle (A,B,C)=(1,1,-1)}, on dispose d'un nombre fini de paramétrisations polynomiales à coefficients entiers à deux variables générant toutes les solutions :
| {\displaystyle (p,q,r)=}  | sous-cas                     | date | auteurs        | notes ({\displaystyle u,v} sont des entiers non nuls premiers entre eux) |
| ------------------------- | ---------------------------- | ---- | -------------- | --- |
| {\displaystyle (2,2,n)}   | {\displaystyle n=2}          |      |                | Les solutions sont les triplets pythagoriciens : {\displaystyle (x,y,z)=(u^{2}-v^{2},2uv,u^{2}+v^{2})}                                                                           |
| {\displaystyle (2,2,n)}   | {\displaystyle n} quelconque |      |                | Une paramétrisation : {\displaystyle (x,y,z)=({\mathfrak {Re}}(u+\mathrm {i} v)^{n},{\mathfrak {Im}}(u+\mathrm {i} v)^{n},u^{2}+v^{2})}. Voir Théorème des deux carrés de Fermat |
| {\displaystyle (2,n,2)}   |                              |      |                | C'est un cas facile à résoudre |
| {\displaystyle \{2,3,3\}} |                              |      | Louis Mordell  | |
| {\displaystyle (2,3,4)}   |                              |      | Don Zagier     | |
| {\displaystyle (2,4,3)}   |                              |      |                | 4 paramétrisations polynomiales |
| {\displaystyle \{2,3,5\}} |                              | 2004 | Johnny Edwards | 27 paramétrisations polynomiales |

## Cas euclidien
Si {\displaystyle (A,B,C)=(1,1,-1)}, on a les résultats suivants
| {\displaystyle (p,q,r)=}  | sous-cas                | date  | auteurs                                                    | notes                                                                 |
| ------------------------- | ----------------------- | ----- | ---------------------------------------------------------- | --------------------------------------------------------------------- |
| {\displaystyle \{2,3,6\}} |                         | 2014  | Michael Bennett, Imin Chen, Sander Dahmen, Soroosh Yazdani | Une solution, {\displaystyle 1^{6}+2^{3}=3^{2}}                       |
| {\displaystyle \{2,4,4\}} | {\displaystyle (2,4,4)} | ~1640 | Pierre de Fermat                                           | Aucune solution. Voir Théorème de Fermat sur les triangles rectangles |
| {\displaystyle \{2,4,4\}} | {\displaystyle (4,4,2)} | 1738  | Leonhard Euler                                             | Aucune solution. Voir Théorème de Fermat sur les triangles rectangles |
| {\displaystyle (3,3,3)}   |                         | 1760  | Leonhard Euler                                             | Aucune solution. Découle du dernier théorème de Fermat                |

## Cas hyperbolique
Le théorème de Darmon-Granville assure qu'il n'y a qu'un nombre fini de solutions à l'équation à {\displaystyle (p,q,r)} fixé si {\displaystyle {\frac {1}{p}}+{\frac {1}{q}}+{\frac {1}{r}}<1}. 
Alain Kraus donne des bornes supérieures explicites (dépendant de {\displaystyle A,B,C}) sur les nombres premiers {\displaystyle n} tels que l'équation {\displaystyle Ax^{n}+By^{n}+Cz^{n}=0} a des solutions primitives non triviales.
Dong Quan Ngoc Nguyen a montré en 2012, en utilisant l'obstruction de Brauer-Manin (en), que, pour tout {\displaystyle n\geq 2}, il existe une infinité de courbes de Fermat généralisées de signature {\displaystyle (12n,12n,12n)} violant le principe de Hasse ; c'est-à-dire qu'il existe une infinité de triplets {\displaystyle (A,B,C)} tels que l'équation {\displaystyle Ax^{12n}+By^{12n}+Cz^{12n}=0} a des solutions dans {\displaystyle \mathbb {Z} /p\mathbb {Z} } pour tout nombre premier {\displaystyle p} mais aucune solution dans {\displaystyle \mathbb {Z} }.

### Cas (A, B, C) = (1, 1, -1)

#### Résultats partiels quand min(p,q,r) = 2
Quand {\displaystyle (p,q,r)=(2,3,n){\text{ ou }}(3,n,2)}, l'équation admet toujours la solution dite de Catalan {\displaystyle 1^{n}+2^{3}=3^{2}}. Celle-ci est systématiquement omise dans le tableau ci-dessous.
| {\displaystyle (p,q,r)=}                    | sous-cas | date | auteurs                                                    | notes |
| ------------------------------------------- | --- | ---- | ---------------------------------------------------------- | --- |
| {\displaystyle \{2,3,n\}}                   | {\displaystyle n=7} | 2005 | Bjorn Poonen, Edward Schaefer, Michael Stoll               | 4 solutions non-Catalan {\displaystyle 15312283^{2}+9262^{3}=113^{7}} {\displaystyle 2213459^{2}+1414^{3}=65^{7}} {\displaystyle 17^{3}+2^{7}=71^{2}} {\displaystyle 76271^{3}+17^{7}=21063928^{2}} |
| {\displaystyle \{2,3,n\}}                   | {\displaystyle n=9} | 2003 | Nils Bruin                                                 | Une solution non-Catalan, {\displaystyle 13^{2}+7^{3}=2^{9}} |
| {\displaystyle \{2,3,n\}}                   | {\displaystyle n=11} | 2017 | Nuno Freitas, Bartosz Naskręcki, Michael Stoll             | Aucune solution non-Catalan |
| {\displaystyle \{2,3,n\}}                   | {\displaystyle n=13} | 2017 | Nuno Freitas, Bartosz Naskręcki, Michael Stoll             | Partiellement résolu |
| {\displaystyle \{2,3,n\}}                   | {\displaystyle n=15} | 2013 | Samir Siksek, Michael Stoll                                | Aucune solution non-Catalan |
| {\displaystyle \{2,3,n\}}                   | {\displaystyle 3\mid n,{\frac {n}{3}}\equiv 1\mod 8{\text{ premier}}}                                                      | 2013 | Michael Bennett, Imin Chen, Sander Dahmen, Soroosh Yazdani | Aucune solution non-Catalan |
| {\displaystyle (2,3,8)}                     | | 2003 | Nils Bruin                                                 | Une solution non-Catalan, {\displaystyle 96222^{3}+43^{8}=30042907^{2}} |
| {\displaystyle (2,3,10)}                    | | 2009 | David Brown                                                | Aucune solution |
| {\displaystyle (2,4,n),n\geq 5}             | {\displaystyle 5\leq n<211{\text{ premier}}}                                                                               | 2008 | Michael Bennett, Jordan Ellenberg, Nathan C. Ng            | 2 solutions, {\displaystyle 7^{2}+2^{5}=3^{4}} et {\displaystyle 11^{4}+3^{5}=122^{2}} |
| {\displaystyle (2,4,n),n\geq 5}             | {\displaystyle n\geq 211{\text{ premier}}}                                                                                 | 2003 | Jordan Ellenberg                                           | Aucune solution |
| {\displaystyle (2,4,n),n\geq 5}             | {\displaystyle n=5,6} voir ci-dessous                                                                                      |      | Nils Bruin                                                 | Aucune solution |
| {\displaystyle \{2,4,5\}}                   | | 2003 | Nils Bruin                                                 | |
| {\displaystyle \{2,4,6\}}                   | | 1997 | Nils Bruin                                                 | |
| {\displaystyle (2,6,n),n\geq 3}             | | 2011 | Michael Bennett, Imin Chen                                 | Aucune solution |
| {\displaystyle (2,2n,3),3\leq n\leq 10^{7}} | {\displaystyle n=3} voir ci-dessus                                                                                         | 2011 | Michael Bennett, Imin Chen                                 | Aucune solution |
| {\displaystyle (2,2n,3),3\leq n\leq 10^{7}} | {\displaystyle n=4} |      |                                                            | Une solution, {\displaystyle 1549034^{2}+33^{8}=15613^{3}} |
| {\displaystyle (2,2n,3),3\leq n\leq 10^{7}} | {\displaystyle n=31} | 2011 | Sander Dahmen                                              | Aucune solution |
| {\displaystyle (2,2n,3),3\leq n\leq 10^{7}} | {\displaystyle n\equiv -1\mod 6}                                                                                           | 2011 | Sander Dahmen                                              | Aucune solution |
| {\displaystyle (2,2n,3),3\leq n\leq 10^{7}} | {\displaystyle n\geq 8{\text{ pair}},{\frac {n}{2}}\equiv \pm 2\mod 5{\text{ ou }}{\frac {n}{2}}\equiv \pm 2,\pm 4\mod 13} | 2014 | Michael Bennett, Imin Chen, Sander Dahmen, Soroosh Yazdani | Aucune solution |
| {\displaystyle (2,2n,3),3\leq n\leq 10^{7}} | {\displaystyle 11\leq n<10^{7}{\text{ premier}},n\neq 31}                                                                  | 2007 | Imin Chen                                                  | Aucune solution. Il suffit que {\displaystyle n} respecte une condition simple, vérifiée numériquement pour les petites valeurs                                                                     |
| {\displaystyle (2,2n,5)}                    | {\displaystyle n\geq 29{\text{ premier}},n\equiv 1\mod 4}                                                                  | 2010 | Imin Chen                                                  | Aucune solution |
| {\displaystyle (2,2n,9),n\geq 2}            | | 2014 | Michael Bennett, Imin Chen, Sander Dahmen, Soroosh Yazdani | Aucune solution |
| {\displaystyle (2,2n,10),n\geq 2}           | | 2014 | Michael Bennett, Imin Chen, Sander Dahmen, Soroosh Yazdani | Aucune solution |
| {\displaystyle (2,2n,15)}                   | | 2014 | Michael Bennett, Imin Chen, Sander Dahmen, Soroosh Yazdani | Aucune solution |
| {\displaystyle (2,n,6),n\geq 3}             | | 2014 | Michael Bennett, Imin Chen, Sander Dahmen, Soroosh Yazdani | Aucune solution |
| {\displaystyle (4,2n,3),n\geq 2}            | | 2014 | Michael Bennett, Imin Chen, Sander Dahmen, Soroosh Yazdani | Aucune solution |
| {\displaystyle (6,n,2),n\geq 3}             | | 2014 | Michael Bennett, Imin Chen, Sander Dahmen, Soroosh Yazdani | Aucune solution non-Catalan |
| {\displaystyle (n,n,2),n\geq 5}             | {\displaystyle n=6} |      | Leonhard Euler                                             | Aucune solution |
| {\displaystyle (n,n,2),n\geq 5}             | {\displaystyle n=5,9} | 1998 | Bjorn Poonen                                               | Aucune solution |
| {\displaystyle (n,n,2),n\geq 5}             | {\displaystyle n\geq 7{\text{ premier}}}                                                                                   | 1995 | Henri Darmon, Loïc Merel                                   | Aucune solution |

#### Résultats partiels quandp,q,r≥ 3
{\displaystyle x=1} ou {\displaystyle y=1} est impossible en vertu de la conjecture de Catalan, démontrée par Preda Mihăilescu en 2002. {\displaystyle z=1} est impossible pour des raisons similaires.
Les résultats partiels suivants sont pertinents pour l'établissement de la conjecture de Beal. Si elle est vraie, il n'y a aucune solution non triviale quand {\displaystyle p,q,r\geq 3}. L'inexistence de solutions n'est donc pas rappelée à chaque ligne.
| {\displaystyle (p,q,r)=}                    | sous-cas                                                        | date | auteurs                                                                     | notes |
| ------------------------------------------- | --------------------------------------------------------------- | ---- | --------------------------------------------------------------------------- | --- |
| {\displaystyle (n,n,n),n\geq 4}             | {\displaystyle n=5}                                             | 1825 | Dirichlet                                                                   | |
| {\displaystyle (n,n,n),n\geq 4}             |                                                                 | 1994 | Andrew Wiles                                                                | C'est le dernier théorème de Fermat |
| {\displaystyle (n,n,3),n\geq 4}             | {\displaystyle n=4}                                             | 1873 | Édouard Lucas,                                                              | |
| {\displaystyle (n,n,3),n\geq 4}             | {\displaystyle n=5}                                             | 1998 | Bjorn Poonen                                                                | |
| {\displaystyle (n,n,3),n\geq 4}             | {\displaystyle n\geq 7}                                         | 1995 | Henri Darmon, Loïc Merel                                                    | |
| {\displaystyle \{3,3,n\},4\leq n<10^{9}}    | {\displaystyle n=4,5}                                           | 2000 | Nils Bruin                                                                  | |
| {\displaystyle \{3,3,n\},4\leq n<10^{9}}    | {\displaystyle n=7,11,13}                                       | 2000 | Nils Bruin                                                                  | Partiellement résolu |
| {\displaystyle \{3,3,n\},4\leq n<10^{9}}    | {\displaystyle 17\leq n<10^{4}{\text{ premier}}}                | 1998 | Alain Kraus                                                                 | Il suffit que {\displaystyle n} respecte une condition simple, vérifiée numériquement pour les petites valeurs                                |
| {\displaystyle \{3,3,n\},4\leq n<10^{9}}    | {\displaystyle 10^{4}<n<10^{9}{\text{ premier}}}                | 2008 | Imin Chen, Samir Siksek                                                     | Amélioration de la condition de Kraus et vérification numérique                                                                               |
| {\displaystyle \{3,3,n\},4\leq n<10^{9}}    | {\displaystyle n{\text{ premier}},n\equiv 2\mod 3}              | 2016 | Nuno Freitas                                                                | |
| {\displaystyle \{3,3,n\},4\leq n<10^{9}}    | {\displaystyle n\geq 4{\text{ pair}}}                           | 2014 | Michael Bennett, Imin Chen, Sander Dahmen, Soroosh Yazdani                  | |
| {\displaystyle \{3,3,n\},4\leq n<10^{9}}    | d'autres conditions de modulo                                   | 2014 | Michael Bennett, Imin Chen, Sander Dahmen, Soroosh Yazdani                  | |
| {\displaystyle (4,2n,3),n\geq 2}            |                                                                 | 2014 | Michael Bennett, Imin Chen, Sander Dahmen, Soroosh Yazdani                  | |
| {\displaystyle (3,6,n),n\geq 3}             |                                                                 | 2014 | Michael Bennett, Imin Chen, Sander Dahmen, Soroosh Yazdani                  | |
| {\displaystyle \{3,4,5\}}                   |                                                                 | 2011 | Samir Siksek, Michael Stoll                                                 | |
| {\displaystyle (4,4,n)} voir sous-cas       | {\displaystyle n\geq 17{\text{ premier}},n\not \equiv -1\mod 8} | 2003 | Luis Dieulefait                                                             | |
| {\displaystyle (4,n,4)} voir sous-cas       | {\displaystyle n\geq 11{\text{ premier}},n\equiv 1\mod 4}       | 1993 | Henri Darmon                                                                | |
| {\displaystyle (4,n,4)} voir sous-cas       | {\displaystyle n\geq 11{\text{ premier}},z{\text{ pair}}}       | 1993 | Henri Darmon                                                                | |
| {\displaystyle \{5,5,n\}} voir sous-cas     | {\displaystyle n=3}                                             | 1998 | Bjorn Poonen                                                                | |
| {\displaystyle \{5,5,n\}} voir sous-cas     | {\displaystyle n\geq 7{\text{ premier}},z{\text{ pair}}}        | 2007 | Nicolas Billerey,                                                           | |
| {\displaystyle \{5,5,n\}} voir sous-cas     | {\displaystyle n=7}                                             | 2013 | Sander Dahmen, Samir Siksek                                                 | |
| {\displaystyle \{5,5,n\}} voir sous-cas     | {\displaystyle n=19}                                            | 2013 | Sander Dahmen, Samir Siksek                                                 | |
| {\displaystyle \{5,5,n\}} voir sous-cas     | {\displaystyle n=11}                                            | 2013 | Sander Dahmen, Samir Siksek                                                 | Preuve conditionnelle supposant l'hypothèse de Riemann généralisée                                                                            |
| {\displaystyle \{5,5,n\}} voir sous-cas     | {\displaystyle n=13}                                            | 2013 | Sander Dahmen, Samir Siksek                                                 | Preuve conditionnelle supposant l'hypothèse de Riemann généralisée                                                                            |
| {\displaystyle \{7,7,11\}}                  |                                                                 | 2013 | Sander Dahmen, Samir Siksek                                                 | Preuve conditionnelle supposant l'hypothèse de Riemann généralisée                                                                            |
| {\displaystyle \{5,7,7\}}                   |                                                                 | 2013 | Sander Dahmen, Samir Siksek                                                 | |
| {\displaystyle (2l,2m,n)} voir sous-cas     | {\displaystyle n=3,l\geq 2,m\equiv 3\mod 4}                     | 2014 | Michael Bennett, Imin Chen, Sander Dahmen, Soroosh Yazdani                  | |
| {\displaystyle (2l,2m,n)} voir sous-cas     | {\displaystyle n=5,l=m\geq 2}                                   | 2006 | Michael Bennett                                                             | |
| {\displaystyle (2l,2m,n)} voir sous-cas     | {\displaystyle n\in \{3,5,7,11\},l,m\geq 5{\text{ premiers}}}   | 2015 | Samuele Anni, Samir Siksek                                                  | |
| {\displaystyle (2l,2m,n)} voir sous-cas     | {\displaystyle n=13,l,m\geq 5{\text{ premiers}},l,m\neq 7}      | 2015 | Samuele Anni, Samir Siksek                                                  | |
| {\displaystyle (2l,2m,n)} voir sous-cas     | {\displaystyle n=13,l,m\geq 5{\text{ premiers}}}                | 2018 | Nicolas Billerey, Imin Chen, Lassina Dembélé, Luis Dieulefait, Nuno Freitas | |
| {\displaystyle (3l,3m,n),l,m\geq 2,n\geq 3} |                                                                 | 1998 | Alain Kraus                                                                 | Kraus prouve que {\displaystyle a^{3}+b^{3}=z^{n}\implies v_{2}(ab)=1}. En prenant, {\displaystyle (a,b,c)=(x^{l},y^{m},z)}, on a le résultat |

#### Recherche numérique
Peter Norvig, directeur de recherche chez Google, a annoncé avoir numériquement éliminé toutes les solutions éventuelles avec {\displaystyle p,q,r\leq 7} et {\displaystyle x,y,z\leq 250000} ainsi que {\displaystyle p,q,r\leq 100} et {\displaystyle x,y,z\leq 10000}.

### Cas général
Le cas {\displaystyle A,B,C} {\displaystyle 3}-smooth a été étudié par Lucas dans beaucoup de cas particuliers.
| équation                                               | sous-cas | date | auteurs                                                                     | notes |
| ------------------------------------------------------ | --- | ---- | --------------------------------------------------------------------------- | --- |
| {\displaystyle x^{2}+y^{2}=2z^{2}}                     | | 1877 | Édouard Lucas                                                               | Une infinité de solutions. Voir Cas sphérique. |
| {\displaystyle x^{2}+2y^{2}=3z^{2}}                    | | 1877 | Édouard Lucas                                                               | Une infinité de solutions. Voir Cas sphérique. |
| {\displaystyle x^{2}+3y^{6}=z^{n}}                     | {\displaystyle n\geq 3} | 2018 | Angelos Koutsianas                                                          | Une solution, {\displaystyle 47^{2}+3\cdot 2^{6}=7^{4}} |
| {\displaystyle x^{3}+y^{5}=15^{6}z^{7}}                | | 2008 | Sander Dahmen                                                               | Aucune solution |
| {\displaystyle 16x^{2}+3y^{3}=z^{5}}                   | | 2008 | Sander Dahmen                                                               | Aucune solution |
| {\displaystyle 16x^{2}+9y^{3}=z^{5}}                   | | 2008 | Sander Dahmen                                                               | Aucune solution |
| {\displaystyle Ax^{3}+By^{3}=Cz^{3}}                   | beaucoup de cas particuliers différents | 1951 | Ernst Selmer                                                                | |
| {\displaystyle Ax^{2}+y^{4}=z^{n}}                     | {\displaystyle 24x^{4}+y^{4}=z^{4}} | 2016 | Gustav Söderlund                                                            | Preuve élémentaire, aucune solution |
| {\displaystyle Ax^{2}+y^{4}=z^{n}}                     | {\displaystyle A=2,n=3} | 2016 | Gustav Söderlund                                                            | Preuve élémentaire, une solution, {\displaystyle 2\cdot 5^{4}+3^{4}=11^{3}}                                                                                   |
| {\displaystyle Ax^{2}+y^{4}=z^{n}}                     | {\displaystyle A=2,n\geq 4} | 2008 | Michael Bennett, Jordan Ellenberg, Nathan C. Ng                             | Aucune solution |
| {\displaystyle Ax^{2}+y^{4}=z^{n}}                     | {\displaystyle A=3,n\geq 137{\text{ premier}}} | 2006 | Luis Dieulefait, Jorge Jiménez Urroz                                        | Aucune solution |
| {\displaystyle x^{2}+3y^{6}=z^{n}}                     | {\displaystyle n\geq 3} | 2018 | Angelos Koutsianas                                                          | Une solution, {\displaystyle 47^{2}+3\cdot 2^{6}=7^{4}} |
| {\displaystyle x^{4}+By^{n}=z^{4}}                     | {\displaystyle B=2^{\alpha },n\geq 5{\text{ premier}},\alpha \geq 1} | 2006 | Andrzej Dąbrowski                                                           | Aucune solution |
| {\displaystyle x^{4}+By^{n}=z^{4}}                     | {\displaystyle B=2^{\alpha }q^{\beta },n>\left({\sqrt {8q+8}}+1\right)^{2q-2}{\text{ premier}},q{\text{ pas de la forme }}2^{m}\pm 1{\text{ premier}},\beta \geq 1}                                                                                   | 2006 | Andrzej Dąbrowski                                                           | Aucune solution |
| {\displaystyle x^{r}+y^{r}=Cz^{p}}                     | {\displaystyle r\geq 5,p\geq 3} | 2002 | Alain Kraus                                                                 | Il n'existe qu'un nombre fini de {\displaystyle C} donnant des solutions                                                                                      |
| {\displaystyle x^{4}+y^{4}=Cz^{n}}                     | {\displaystyle C\in \{73,89,113\},n\geq 17{\text{ premier}}} | 2005 | Luis Dieulefait                                                             | Aucune solution |
| {\displaystyle x^{5}+y^{5}=Cz^{n}}                     | {\displaystyle n\geq 7{\text{ premier}},C=2^{\alpha }\cdot 5^{\beta },2\leq \alpha \leq 4,0\leq \beta \leq 4} | 2007 | Nicolas Billerey                                                            | Aucune solution |
| {\displaystyle x^{5}+y^{5}=Cz^{n}}                     | quelques autres cas particuliers quand {\displaystyle C} est {\displaystyle 5}-smooth | 2007 | Nicolas Billerey                                                            | Aucune solution |
| {\displaystyle x^{5}+y^{5}=Cz^{n}}                     | {\displaystyle n\geq 17{\text{ premier}},n\equiv 1\mod 4{\text{ ou }}n\equiv \pm 1\mod 5,C=2\gamma ,\forall q\equiv 1\mod 5{\text{ premier}},q\nmid \gamma }                                                                                          | 2011 | Luis Dieulefait, Nuno Freitas                                               | Aucune solution |
| {\displaystyle x^{5}+y^{5}=Cz^{n}}                     | {\displaystyle n\geq 89{\text{ premier}},n\equiv 1\mod 4{\text{ ou }}n\equiv \pm 1\mod 5,C=3\gamma ,\forall q\equiv 1\mod 5{\text{ premier}},q\nmid \gamma }                                                                                          | 2011 | Luis Dieulefait, Nuno Freitas                                               | Aucune solution |
| {\displaystyle x^{5}+y^{5}=Cz^{n}}                     | {\displaystyle C\in \{1,2\},n{\text{ premier}},\mathrm {pgcd} (c,10n)>1} | 2017 | Nicolas Billerey, Imin Chen, Luis Dieulefait, Nuno Freitas                  | Une solution, {\displaystyle 1^{5}+1^{5}=2\cdot 1^{n}} |
| {\displaystyle x^{5}+y^{5}=Cz^{n}}                     | {\displaystyle C=3,n\geq 2} | 2017 | Nicolas Billerey, Imin Chen, Luis Dieulefait, Nuno Freitas                  | Aucune solution |
| {\displaystyle x^{7}+y^{7}=Cz^{n}}                     | {\displaystyle n>(3^{18}+1)^{2}{\text{ premier}}} | 2012 | Nuno Freitas                                                                | Aucune solution |
| {\displaystyle x^{14}+y^{14}=Cz^{n}}                   | {\displaystyle n\geq 17{\text{ premier}},C=2^{\alpha _{2}}3^{\alpha _{3}}5^{\alpha _{5}}\gamma ,\alpha _{2}\geq 1{\text{ ou }}\alpha _{3}\geq 1{\text{ ou }}\alpha _{5}\geq 2,7\nmid \gamma ,\forall q\equiv 1\mod 7{\text{ premier}},q\nmid \gamma } |      |                                                                             | Aucune solution |
| {\displaystyle x^{13}+y^{13}=Cz^{n}}                   | {\displaystyle C=3,n\geq 2} | 2018 | Nicolas Billerey, Imin Chen, Lassina Dembélé, Luis Dieulefait, Nuno Freitas | Aucune solution |
| {\displaystyle x^{13}+y^{13}=Cz^{n}}                   | {\displaystyle n{\text{ premier}},n\notin \{2,3,5,7,11,13,19,23,29,71\},C=d\gamma ,d\in \{3,5,7,11\},13\nmid z,\forall q\equiv 1\mod 13{\text{ premier}},q\nmid \gamma }                                                                              | 2013 | Nuno Freitas, Samir Siksek                                                  | Aucune solution |
| {\displaystyle x^{26}+y^{26}=Cz^{n}}                   | {\displaystyle n{\text{ premier}},n\notin \{2,3,5,7,11,13,19,23,29,71\},C=10\gamma ,\forall q\equiv 1\mod 13{\text{ premier}},q\nmid \gamma } | 2013 | Nuno Freitas, Samir Siksek                                                  | Aucune solution |
| {\displaystyle x^{n}+2^{\alpha }y^{n}=Cz^{2}}          | {\displaystyle n\geq 7{\text{ premier}},C=1,2\leq \alpha \leq p-2} | 2000 | Wilfrid Ivorra                                                              | 2 solutions, {\displaystyle 1^{n}+2^{3}\cdot 1^{n}=3^{2}}, {\displaystyle 2^{n}+2^{n-3}\cdot 1^{n}=\left(3\cdot 2^{\frac {n-3}{2}}\right)^{2}}                |
| {\displaystyle x^{n}+2^{\alpha }y^{n}=Cz^{2}}          | {\displaystyle n\geq 5{\text{ premier}},C=2,\alpha \leq p-1} | 2000 | Wilfrid Ivorra                                                              | Une solution, {\displaystyle 1^{n}+2^{0}\cdot 1^{n}=2\cdot 1^{n}}                                                                                             |
| {\displaystyle x^{n}+2^{\alpha }y^{n}=Cz^{2}}          | {\displaystyle n\geq 7{\text{ premier}},n\geq C,\alpha \geq \alpha _{0},(C,\alpha _{0})\in \{(1,2),(3,2),(5,6),(7,4),(13,2),(15,6),(17,6)\}} | 2002 | Michael Bennett, Chris M. Skinner                                           | Aucune solution |
| {\displaystyle x^{n}+2^{\alpha }y^{n}=Cz^{2}}          | {\displaystyle n\geq 11{\text{ premier}},\alpha \geq 2,(\alpha ,n)\neq (3,13)} | 2002 | Michael Bennett, Chris M. Skinner                                           | Aucune solution |
| {\displaystyle x^{n}+y^{n}=Cz^{2}}                     | {\displaystyle C\in \{1,2,3,5,6,10,11,13\},n\geq 4} | 2002 | Michael Bennett, Chris M. Skinner                                           | 3 solutions, {\displaystyle 1^{2}+1^{2}=2\cdot 1^{2}}, {\displaystyle 3^{5}+(-1)^{5}=2\cdot 11^{2}}, {\displaystyle 3^{5}+2^{5}=11\cdot 5^{2}}                |
| {\displaystyle x^{n}+y^{n}=Cz^{2}}                     | {\displaystyle C=17,n\geq 5} | 2002 | Michael Bennett, Chris M. Skinner                                           | Aucune solution |
| {\displaystyle x^{n}+y^{n}=Cz^{2}}                     | {\displaystyle C=2^{\alpha }M,n>M^{132M^{2}}{\text{ premier}},\alpha \geq 1,M{\text{ quadratfrei }},3\nmid M,7\nmid M} | 2009 | Andrzej Dąbrowski                                                           | Aucune solution |
| {\displaystyle x^{n}+y^{n}=p^{\alpha }z^{3}}           | {\displaystyle n,p{\text{ premiers}},n>p^{4p^{2}}} | 2000 | Michael Bennett, Vinayak Vatsal, Soroosh Yazdani                            | Aucune solution |
| {\displaystyle x^{n}+p^{\alpha }y^{n}=3^{\beta }z^{3}} | {\displaystyle n,p{\text{ premiers}},\beta =0,p\neq 5{\text{ pas de la forme }}s^{3}\pm 3^{t},t\neq 1} | 2000 | Michael Bennett, Vinayak Vatsal, Soroosh Yazdani                            | Aucune solution |
| {\displaystyle x^{n}+p^{\alpha }y^{n}=3^{\beta }z^{3}} | {\displaystyle n,p{\text{ premiers}},n>p^{2p},\beta =0,p{\text{ pas de la forme }}s^{3}\pm 3^{t},t\neq 1} | 2000 | Michael Bennett, Vinayak Vatsal, Soroosh Yazdani                            | Aucune solution |
| {\displaystyle x^{n}+p^{\alpha }y^{n}=3^{\beta }z^{3}} | {\displaystyle n,p{\text{ premiers}},\alpha ,\beta \geq 1,p\neq 5{\text{ pas des formes }}3s^{2}\pm 1,9s^{2}\pm 1} | 2000 | Michael Bennett, Vinayak Vatsal, Soroosh Yazdani                            | Aucune solution |
| {\displaystyle x^{n}+L^{\alpha }y^{n}+z^{n}=0}         | {\displaystyle L\in \{3,5,7,11,13,17,19,23,29,53,59\},\alpha \geq 1,n\geq 11{\text{ premier}},n\neq L} | 1996 | Alain Kraus                                                                 | Aucune solution |
| {\displaystyle x^{n}+L^{\alpha }y^{n}+z^{n}=0}         | {\displaystyle L=2,3\leq n\leq 29{\text{ premier}}} |      | Pierre Dénes                                                                | Une solution, {\displaystyle 1^{n}+2\cdot (-1)^{n}+1^{n}=0}                                                                                                   |
| {\displaystyle x^{n}+L^{\alpha }y^{n}+z^{n}=0}         | {\displaystyle L=2,n\geq 17{\text{ premier}},n\equiv 1\mod 4} | 1995 | Kenneth Ribet                                                               | Une solution, {\displaystyle 1^{n}+2\cdot (-1)^{n}+1^{n}=0}                                                                                                   |
| {\displaystyle x^{n}+L^{\alpha }y^{n}+z^{n}=0}         | {\displaystyle L=2,n\equiv 3\mod 4{\text{ premier}}} | 1995 | Kenneth Ribet                                                               | Partiellement résolu |
| {\displaystyle Ax^{n}+By^{n}=Cz^{n}}                   | {\displaystyle A,B,C{\text{ impairs et premiers entre eux}}} | 2002 | Emmanuel Halberstadt, Alain Kraus                                           | Il existe un ensemble de nombres premiers {\displaystyle P} de densité strictement positive tel qu'il n'y a aucune solution pour tout {\displaystyle n\in P}. |

## Généralisations
La conjecture de Beal est fausse si on l'étend aux entiers de Gauss. Après qu'un prix de 50 $ ait été mis en jeu pour une preuve ou un contre-exemple, Fred W. Helenius proposa {\displaystyle (-2+i)^{3}+(-2-i)^{3}=(1+i)^{4}}. 
Le dernier théorème de Fermat tient toujours dans certains anneaux. On dit que le dernier théorème de Fermat asymptotique est vrai dans le corps {\displaystyle K} (ou dans son anneau des entiers {\displaystyle {\mathcal {O}}_{K}}, c'est équivalent) si 

Il existe une constante {\displaystyle B_{K}} telle que, pour tout {\displaystyle n\geq B_{K}} premier (dans {\displaystyle \mathbb {Z} }), l'équation {\displaystyle a^{n}+b^{n}+c^{n}=0} n'a pas de solution avec {\displaystyle a,b,c\in K\setminus \{0\}}.
Ci-dessous, deux solutions {\displaystyle (x,y,z),(x',y',z')} sont dites équivalentes s'il existe {\displaystyle \lambda \in K} tel que {\displaystyle (x',y',z')=(\lambda x,\lambda y,\lambda z)} :
| équation                                 | corps {\displaystyle K}                    | sous-cas | date | auteurs                        | résultats/notes |
| ---------------------------------------- | ------------------------------------------ | --- | ---- | ------------------------------ | --- |
| {\displaystyle x^{n}+y^{n}+z^{n}=0}      | {\displaystyle \mathbb {Q} ({\sqrt {d}})}  | {\displaystyle d>0} | 2013 | Nuno Freitas, Samir Siksek     | FLT asymptotique établi pour un ensemble de {\displaystyle d} de densité {\displaystyle {\frac {5}{6}}} parmi les entiers quadratfrei. (améliorable à une densité de {\displaystyle 1} en supposant une généralisation de la conjecture d'Eichler-Shimura)                  |
| {\displaystyle x^{n}+y^{n}+z^{n}=0}      | {\displaystyle \mathbb {Q} ({\sqrt {d}})}  | {\displaystyle d<0,d\equiv 2,3\mod 4}                                                                                          | 2016 | Mehmet Şengün, Samir Siksek    | FLT asymptotique établi en supposant une variante de la conjecture de modularité de Serre (voir Programme de Langlands) |
| {\displaystyle x^{n}+y^{n}+z^{n}=0}      | {\displaystyle \mathbb {Q} ({\sqrt {d}})}  | {\displaystyle n=3} |      | Paulo Ribenboim                | S'il existe une solution non triviale, il en existe une infinité (non équivalentes entre elles) |
| {\displaystyle x^{n}+y^{n}+z^{n}=0}      | {\displaystyle \mathbb {Q} ({\sqrt {d}})}  | {\displaystyle n=3} |      | Alexander Aigner               | Toute solution est équivalente à une solution de la forme {\displaystyle (a+b{\sqrt {d}})^{3}+(a-b{\sqrt {d}})^{3}=c^{3}} |
| {\displaystyle x^{n}+y^{n}+z^{n}=0}      | {\displaystyle \mathbb {Q} ({\sqrt {d}})}  | {\displaystyle n=3} |      | Alexander Aigner, Fueter       | Il y a des solutions non triviales dans {\displaystyle \mathbb {Q} ({\sqrt {d}})} si et seulement si il y en a dans {\displaystyle \mathbb {Q} ({\sqrt {-3d}})} |
| {\displaystyle x^{n}+y^{n}+z^{n}=0}      | {\displaystyle \mathbb {Q} ({\sqrt {3}})}  | {\displaystyle n=3} | 2003 | Frazer Jarvis, Paul Meekin     | Aucune solution |
| {\displaystyle x^{n}+y^{n}+z^{n}=0}      | {\displaystyle \mathbb {Q} ({\sqrt {2}})}  | {\displaystyle n=3} | 2003 | Frazer Jarvis, Paul Meekin     | Il existe une infinité de solutions générées par la solution {\displaystyle (18+17{\sqrt {2}})^{3}+(18-17{\sqrt {2}})^{3}=42^{3}} |
| {\displaystyle x^{n}+y^{n}+z^{n}=0}      | {\displaystyle \mathbb {Q} ({\sqrt {2}})}  | {\displaystyle n\geq 4} | 2003 | Frazer Jarvis, Paul Meekin     | Aucune solution |
| {\displaystyle x^{n}+y^{n}+z^{n}=0}      | {\displaystyle \mathbb {Q} ({\sqrt {-3}})} | |      |                                | Pour tout {\displaystyle n} entier non divisible par {\displaystyle 3}, {\displaystyle 2^{n}+(-1+{\sqrt {-3}})^{n}+(-1-{\sqrt {-3}})^{n}=0}(cela correspond à {\displaystyle \omega ^{2}+\omega +1=0} où {\displaystyle \omega } est racine primitive troisième de l'unité) |
| {\displaystyle x^{n}+y^{n}=z^{n}}        | {\displaystyle \mathbb {Q} (\mathrm {i} )} | {\displaystyle n=5,7,11} | 1978 | Benedict Gross, David Rohrlich | Aucune solution |
| {\displaystyle x^{n}+y^{n}=z^{n}}        | {\displaystyle \mathbb {Q} ({\sqrt {-2}})} | {\displaystyle n=5,7,11} | 1978 | Benedict Gross, David Rohrlich | Aucune solution |
| {\displaystyle x^{n}+y^{n}=z^{n}}        | {\displaystyle \mathbb {Q} ({\sqrt {-7}})} | {\displaystyle n=5,7,11} | 1978 | Benedict Gross, David Rohrlich | Aucune solution |
| {\displaystyle x^{n}+y^{n}=z^{n}}        | {\displaystyle \mathbb {Q} (\mathrm {i} )} | {\displaystyle n=13} | 2004 | Pavlos Tzermias                | Aucune solution |
| {\displaystyle x^{n}+y^{n}=z^{n}}        | {\displaystyle \mathbb {Q} ({\sqrt {-2}})} | {\displaystyle n=13} | 2004 | Pavlos Tzermias                | Aucune solution |
| {\displaystyle x^{n}+y^{n}=z^{n}}        | {\displaystyle \mathbb {Q} ({\sqrt {-7}})} | {\displaystyle n=13} | 2004 | Pavlos Tzermias                | Aucune solution |
| {\displaystyle x^{n}+y^{n}=z^{n}}        | {\displaystyle \mathbb {Q} (\mathrm {i} )} | {\displaystyle n=17} | 1982 | Fred Hao, Charles Parry        | Aucune solution |
| {\displaystyle x^{n}+y^{n}=z^{n}}        | {\displaystyle \mathbb {Q} ({\sqrt {-2}})} | {\displaystyle n=17} | 1982 | Fred Hao, Charles Parry        | Aucune solution |
| {\displaystyle x^{n}+y^{n}=z^{n}}        | {\displaystyle \mathbb {Q} (\mathrm {i} )} | {\displaystyle n=3{\text{ ou }}n\geq 19{\text{ premier}}}                                                                      | 2017 | George Ţurcaş                  | Aucune solution en supposant une variante de la conjecture de modularité de Serre (voir Programme de Langlands) |
| {\displaystyle x^{n}+y^{n}=z^{n}}        | {\displaystyle \mathbb {Q} ({\sqrt {-2}})} | {\displaystyle n\geq 19{\text{ premier}}}                                                                                      | 2017 | George Ţurcaş                  | Aucune solution en supposant une variante de la conjecture de modularité de Serre (voir Programme de Langlands) |
| {\displaystyle x^{n}+y^{n}=z^{n}}        | {\displaystyle \mathbb {Q} ({\sqrt {-7}})} | {\displaystyle n\geq 17{\text{ premier}}}                                                                                      | 2017 | George Ţurcaş                  | Aucune solution en supposant une variante de la conjecture de modularité de Serre (voir Programme de Langlands) |
| {\displaystyle x^{n}+y^{n}=z^{n}}        | {\displaystyle \mathbb {Q} ({\sqrt {17}})} | {\displaystyle n\geq 5{\text{ premier}},n\equiv 3,5\mod 8,}                                                                    | 2015 | Nuno Freitas, Samir Siksek     | Aucune solution |
| {\displaystyle x^{n}+y^{n}=z^{n}}        | {\displaystyle \mathbb {Q} ({\sqrt {d}})}  | {\displaystyle 3\leq d\leq 23,d\neq 5,17{\text{ et quadratfrei}},n\geq 4}                                                      | 2015 | Nuno Freitas, Samir Siksek     | Aucune solution |
| {\displaystyle x^{n}+y^{n}=z^{n}}        | {\displaystyle \mathbb {Q} ({\sqrt {d}})}  | {\displaystyle d<0,n=4,6,9} | 1934 | Alexander Aigner,              | Aucune solution sauf si {\displaystyle (n,d)=(4,-7)} : {\displaystyle (1+{\sqrt {-7}})^{4}+(1-{\sqrt {-7}})^{4}=2^{4}} |
| {\displaystyle x^{n}+y^{n}+q^{r}z^{n}=0} | {\displaystyle \mathbb {Q} ({\sqrt {d}})}  | {\displaystyle d\geq 13{\text{ quadratfrei}},q\geq 29{\text{ premier}},\left({\frac {d}{q}}\right)=-1,d\equiv q\equiv 5\mod 8} | 2015 | Heline Deconinck               | {\displaystyle B_{K}} existe en supposant que {\displaystyle K} respecte la conjecture d'Eichler-Shimura |

Notons aussi les généralisations à des exposants algébriques fournies par John Zuehlke par des preuves très simples n'utilisant que le théorème de Gelfond-Schneider, :

Si {\displaystyle A,B,C,a,b,c,x,y,z\in \mathbb {Z} _{\neq 0}} et {\displaystyle \alpha ,\beta ,\gamma \in {\bar {\mathbb {Q} }}\cap \mathbb {R} _{\neq 0}} sont tels que {\displaystyle Ax^{a+i\alpha }+By^{b+i\beta }=Cz^{c+i\gamma }}, alors {\displaystyle x^{\alpha }=y^{\beta }=z^{\gamma }} et {\displaystyle Ax^{a}+By^{b}=Cz^{c}};
et le corollaire

L'équation {\displaystyle x^{a+ib}+y^{a+ib}=z^{a+ib}} n'a pas de solutions avec {\displaystyle a,x,y,z\in \mathbb {Z} _{\neq 0}} et {\displaystyle b\in {\bar {\mathbb {Q} }}\cap \mathbb {R} _{\neq 0}}.